# Julebryg
En julebryg er en særlig øl, som bryggerierne sender i handelen i tiden op til jul.
Som regel har en julebryg højere alkoholprocent end almindelige pilsnere, men enkelte bryggerier har også juleøl med pilsnerstyrke.
En julebryg skal ikke forveksles med en nisseøl, der som regel er en mørk hvidtøl med den tilhørende søde smag og lavere alkoholprocent.
Julebryggen var allerede i gamle dage en stærk lagret øl. Normalt drak man til hverdag tynd øl, men til jul serverede man en stærk, vellagret øl, så stemningen hurtigt kunne gå højt. Juleøllen var velegnet til at matche den fede mad, der blev serveret ved juletid. En sødlig variant heraf blev nydt til risengrød. 
Den første kommercielle julebryg i Danmark som blev lavet i 1892 af De forenede Bryggerier var en såkaldt salvatorøl. Den blev kun lavet et år og blev ikke fulgt op af andre bryggerier.
Den første egentlige periode med julebryg i Danmark startede i 1905 med en münchener-øl fra Bryggeriet Odense. Nogle få andre bryggerier begyndte også at lave særlige julebryg, men det sluttede i 1916 på grund af restriktioner indført under første verdenskrig på at brygge stærkt øl. Den anden periode med julebryg i Danmark blev startet af Tønder Aktie-Bryggeri i 1929. Det blev fulgt op gennem 1930'erne af flere andre bryggerier, men igen stoppet på grund af restriktioner på stærkt øl, denne gang på grund af anden verdenskrig. Traditionen blev genoptaget i 1953 med Carlsmindes julebryg fra Bryggeriet Carlsminde i Nyborg og har holdt sig siden.
De første egentlige danske julebryg, der blev udsendt i større omfang, var Blålys fra Albani i Odense i 1960 og (hvid) X-mas fra Thor, der kom på markedet i 1968. X-mas'en var dog i begyndelsen hovedsageligt et lokalt fænomen i Randers og omegn, hvor frigivelsen af årets bryg blev gjort til en begivenhed under betegnelsen X-dag i løbet af 1970'erne, og julebryggen blev bragt ud med hestevogn, længe efter at man ellers var gået over til biler.[kilde mangler]
I 1980 satte bryggeriet Tuborg fokus på julebryggen ved at lancere udtrykket snebajer som en hilsen på etiketterne på Grøn Tuborg. Året efter blev en snebajer til Tuborg Julebryg og var i 2006 Danmarks mest solgte julebryg. Det tegnede univers var opfundet af Peter Wibroe, og reklamefilmen, som blev lanceret på daværende tidspunkt, vises stadigvæk uden ændringer i landets biografer og på tv. I 1990 introducerede bryggeriet den årlige J-dag, hvor man fejrer frigivelsen af årets julebryg.